# 22. Klavierkonzert (Mozart)

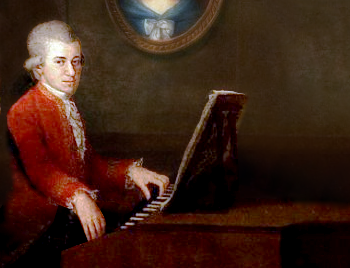
Wolfgang Amadeus Mozart (Gemälde von Johann Nepomuk della Croce, 1780)

Das 22. Klavierkonzert Es-Dur KV 482 zählt mit seiner Spieldauer von circa 35 Minuten zu den längsten und musikalisch reichsten Konzertwerken von Wolfgang Amadeus Mozart. Einer abweichenden Zählung zufolge, in der nur die ausschließlich von Mozart selbst stammenden Klavierkonzerte gezählt werden, handelt es sich um das 16. Konzert.

## Entstehung und Wirkung
Das „große“ Es-Dur-Konzert entstand als erstes einer Gruppe von drei Klavierkonzerten (KV 482, KV 488 und KV 491), die zwischen Dezember 1785 und März 1786 datiert sind. Mozart komplettierte das Werk am 16. Dezember 1785. Zeitlich fällt die Entstehung mit der Komposition der Oper Die Hochzeit des Figaro zusammen. Obwohl die Oper das prestigeträchtigste Genre der damaligen Zeit war, erfreuten sich Klavierkonzerte und insbesondere Mozarts eigenhändige Ausführung des Soloparts größter Beliebtheit. Die Uraufführung fand möglicherweise am 23. Dezember in Wien statt, das Datum ist allerdings nur annähernd gesichert durch biographische Indizien.
Anstelle der Oboen erscheinen beim 22. Klavierkonzert zum ersten Mal die Klarinetten im Orchester und werden sogleich auf höchst charakteristische Weise eingesetzt. Bemerkenswert sind ferner die zahlreichen solistisch gesetzten Bläserdialoge, die dem Werk neben den festlich aufspielenden, prachtvollen Tutti klangliche Leuchtkraft und Wärme verleihen. Der Klavierpart ist in weiten Teilen noch nicht als endgültig zu verstehen, Mozart spielte bei der ersten Aufführung selbst am Klavier und reicherte ihn mit seinen Ideen an. Die Interpreten sind gefordert, über die an einigen Stellen angedeuteten „Konturtöne“ (Neue Mozart Ausgabe) hinaus ihren Part geschmackvoll auszufüllen. Aus dem genannten Grund sind auch keine Kadenzen überliefert, denn diese fertigte Mozart nur dann an, wenn er das jeweilige Werk anderen zur ersten Aufführung überließ.

## Musikalische Gestalt (Analyse)
Im Klavierkonzert in Es-Dur, KV 482 bietet Mozart dem Hörer eine Fülle von Themen und Motiven wie sonst in keinem seiner anderen Klavierkonzerte. Musikologen vermuten, dass er das Wiener Konzertpublikum nach dem kühl aufgenommenen d-Moll-Konzert KV 466 mit einem neuen, nun unbeschwerten Konzert versöhnen wollte, doch ohne auch nur ansatzweise den Eindruck von geschmacklicher Konzession zu erwecken.

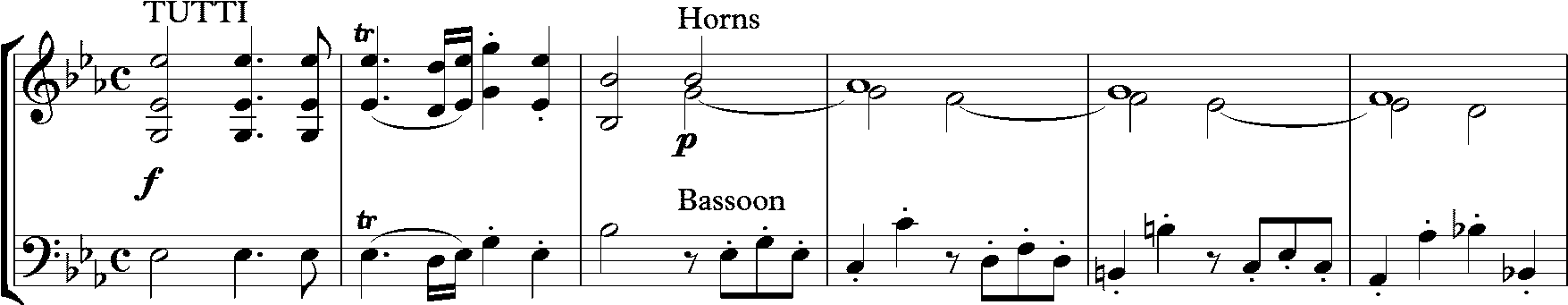
Hauptthema (T. 1–6), 1. Satz

### 1. Satz: Allegro
Es-Dur, 4/4-Takt, 374 Takte
Die Orchesterexposition (76 Takte) beginnt mit dem „antithetischen“ Hauptthema (T. 1–6) in Es-Dur: Einem fanfarenhaften Tutti-Motto folgt unmittelbar die zurückgenommene Zwiesprache der Bläser in Form einer absteigenden Linie. Dieses prägnante Eingangsthema erklingt im Rahmen der Exposition insgesamt viermal unverändert, quasi wie ein Portal, in der Reprise dann noch zweimal, wird im weiteren Verlauf des Satzes aber nicht – wie sonst üblich – verarbeitet. Dazu zieht Mozart lediglich den 2. Teil des Hauptsatzes (T. 13–20) heran, ein ausdrucksvoller Dialog zwischen Flöte, Klarinetten, Fagotten und Hörnern im Wechsel mit den 1. Violinen. Der Hauptsatz mündet nahtlos in die Überleitung (T. 29–46), die gesamthaft forte gespielt wird und halbschlüssig endet. Der Seitensatz beginnt in T. 46 mit einer eher floskelhaften Einleitung in den Holzbläsern, ehe das grazile Seitenthema (T. 51–58) in Es-Dur im Orchester erscheint und in der Folge wiederum nahtlos von der nachfolgenden Schlussgruppe (T. 58–76) abgelöst wird. Wie zuvor die Überleitung wird auch diese forte gespielt, wodurch Mozart einen deutlichen Kontrast zum Haupt- und Seitensatz schafft.
Beim Einritt des Klaviers in T. 77 führt sich der Pianist gleich mit einem weiteren Thema ein, bevor in T. 94 die eigentliche Soloexposition (123 Takte) beginnt. Auf den Hauptsatz in Es-Dur folgt diesmal eine neuartige Überleitung, welche nach b-Moll (statt B-Dur) moduliert und in einem 3. Thema zu enden scheint. In der Folge „korrigiert“ Mozart dann doch noch nach B-Dur und leitet, mit etwas Verspätung, zum wirklichen Seitensatz (T. 152–160) über. Überraschenderweise erscheint nun aber ein neues Seitenthema im Klavier, das ursprüngliche 2. Thema (vgl. T. 51) ist ausgespart. Die folgende Schlussgruppe (T. 198–216) wird hingegen leicht variiert in der Dominanttonart übernommen.
Die Durchführung (47 Takte) ist, gemessen an Gewicht und Vielseitigkeit der Rahmenteile, relativ einfach gestaltet und beschränkt sich im Wesentlichen auf pianistisches Figurenwerk sowie eine kurze Reminiszenz an den Seitensatz (T. 248–253). Formal gliedert sie sich in drei Abschnitte (nach Ratz): 1. Einleitung (T. 216–222), 2. Kern (T. 222–253) und 3. Rückleitung (T. 254–263).
Die Reprise (111 Takte) beginnt zunächst mit dem Hauptthema in Es-Dur, bringt in der Folge jedoch Variationen des Hauptsatzes im Solopart.Die Überleitung (T. 298–309) ist im Vergleich zur Orchesterexposition verkürzt, jedoch erscheint im weiteren Verlauf wieder das ursprüngliche Seitensatzmaterial (vgl. T. 46ff), diesmal im Klavier. Was nun folgt, bezeugt Mozarts Genie: Nach einem Trugschluss wird das eigentliche Seitenthema in T. 322 zunächst vom Orchester übernommen, die Weiterführung im Klavier mündet in T. 330 jedoch in dessen alternative Gestalt aus der Soloexposition. Die folgende Schlussgruppe (T. 359–370) wird von der obligaten Solokadenz unterbrochen und durch eine viertaktige Coda ergänzt.

### 2. Satz: Andante
c-Moll, 3/8-Takt, 213 Takte
Die Audiowiedergabe wird in deinem Browser nicht unterstützt. Du kannst die Audiodatei herunterladen.
Das Andante, einer der wenigen Moll-Sätze Mozarts, wird zum verinnerlichten Mittelpunkt des Konzerts. Es ist ein ungewöhnlich ablaufender Variationensatz, dessen tiefernstes Liedthema in c-Moll zunächst von den gedämpften Streichern allein vorgestellt wird. Das 32-taktige Hauptthema verbreitet durch seine Seufzermotive eine traurig anmutende Stimmung und gliedert sich in drei Abschnitte: der 1. Teil moduliert nach Es-Dur (T. 1–12), der 2. nach g-Moll (T. 13–20) und der 3. führt schließlich nach c-Moll zurück (T. 21–32).
Nach der 1. Solo-Variation (T. 33–64) des Klaviers fühlt man sich unversehens in ein Bläserdivertimento versetzt, so homogen und selbständig sind Flöte, Klarinetten, Fagotte und Hörner hier geführt. Dieser 28-taktigen Episode in der Paralleltonart Es-Dur folgt wiederum eine streicherbegleitete 2. Klavier-Variation (T. 93–124) in der Grundtonart. Der anschließende maggiore-Teil (20 Takte) in der Varianttonart C-Dur klingt wie ein dialogisierender Ausschnitt aus einer Sinfonia concertante für Soloflöte und Fagott. Bei näherer Betrachtung stellt sich jedoch heraus, dass es sich bei diesen beiden Bläserepisoden nicht um Variationen, sondern um melodisch eigenständige Zwischenspiele handelt, wodurch sich die Variationenreihe mit dem Rondoprinzip im Sinne einer Mischform überlagert.
Die 3. Variation (T. 145–185), wieder in c-Moll, nun aber dramatisch gesteigert, ist formal auf 41 Takte erweitert und verbindet alle Instrumentengruppen mit dem Klavier. Die abschließende Coda (T. 186–213), welche inhaltlich an die letzte Variation und das 1. Zwischenspiel anknüpft, verklingt mit einer schlichten aufsteigenden chromatischen Tonleiter des Klaviers und beendet diesen ergreifenden Satz im zarten Pianissimo.
Bei der Uraufführung des Konzerts hinterließ dieser Satz beim Publikum einen so tiefgreifenden Eindruck, dass er wiederholt werden musste.

### 3. Satz: Allegro
Es-Dur, 6/8-Takt, 435 Takte
Die Audiowiedergabe wird in deinem Browser nicht unterstützt. Du kannst die Audiodatei herunterladen.
Auch im Finale handelt es sich um eine Mischform: Das für Schlusssätze übliche Rondoprinzip wird hier mit der Sonatensatzform kombiniert (Sonatenrondo), jedoch überrascht Mozart zusätzlich, indem er als 2. Couplet eine menuettartige Andantino-Episode im 3/4-Takt einschiebt.
Der 3. Satz beginnt mit einem umfangreichen Hauptsatz (T. 1–71) in der Grundtonart Es-Dur. Das dreiteilige Anfangsritornell (T. 1–51) besteht aus dem tänzerischen Hauptthema (8 Takte) im Klavier, welches, wie üblich, vom Orchester übernommen wird, einem eher floskelhaften Mittelteil (T. 17–33), der Reprise des Themas sowie einer kadenzierenden Schlusspassage des Orchesters. Damit könnte der Hauptsatz eigentlich abgeschlossen sein, jedoch hängt Mozart gleich noch einen weiteren Abschnitt (T. 51–71) mit einem neuen Thema in den Holzbläsern an. Beim erstmaligen Hören würde man hier möglicherweise ein 1. Couplet vermuten, jedoch findet das musikalische Geschehen weiterhin in der Grundtonart Es-Dur statt, so dass es sich eher um einen „nachgelieferten“ thematischen Nebengedanken handelt. Als wenn das noch nicht gereicht hätte, führt Mozart in der Folge abermals ein neues Thema (T. 74ff) ein, diesmal im Klavier. Auch hier könnte man wieder das 1. Couplet vermuten. Bei genauerer Betrachtung stellt sich jedoch heraus, dass dieser thematische Gedanke lediglich eine Variante des vorigen (vgl. T. 52ff) ist und noch immer in Es-Dur steht. Die nachfolgende Überleitung (T. 93–127) moduliert dann aber in die Dominanttonart B-Dur und mündet schließlich ins 1. Couplet (T. 128–174), den Seitensatz mit dem kontrastierenden Seitenthema (8 Takte), welches zunächst im Klavier, danach, formal erweitert, in den Bläsern erscheint. Eine kurze Rückleitung führt in T. 182 zur Wiederaufnahme des Hauptthemas in Es-Dur, im Gegensatz zum Anfangsritornell erscheint dieser Refrain nun aber stark verkürzt. In der Folge moduliert Mozart zunächst auf die Dominante von c-Moll und endet danach halbschlüssig in As-Dur, wo die Musik überraschend zum Stillstand kommt.
Nach einem kadenzartig improvisierten Eingang durch das Klavier folgt nun das 2. Couplet (T. 218–264), jedoch handelt es sich hier um ein Andante cantabile im Stil eines Menuetts – quasi „Musik aus einer anderen (früheren) Zeit“. Eine derartige Unterbrechung eines schnellen Finalrondos war zuvor nur in Mozarts 9. Klavierkonzert KV 271 geschehen. Das 2. Couplet in der Subdominanttonart As-Dur gliedert sich in drei Abschnitte: zweimalig wird ein gesangliches Bläserthema in den Klarinetten und Fagotten leicht variiert von den Streichern und dem Klavier wiederholt.Die Rückleitung (T. 253–264) moduliert auf die Dominante der Varianttonart es-Moll (statt Es-Dur).
Nach einem weiteren kadenzartigen Übergang durch das Klavier kommt es in T. 265 zur eigentlichen Reprise. Diese setzt erwartungsgemäß mit dem Hauptthema in Es-Dur ein, ist insgesamt jedoch stark verkürzt (im Vergleich zur Exposition fehlen die Abschnitte T. 17–51, 52–58 und 67–71), zudem variiert Mozart hier bei der Wiederholung des Themas die Melodik (T. 273ff), weicht in der Folge nochmals nach c-Moll aus und moduliert danach auf die Dominante von Es-Dur zurück. Nun setzt die Reprise des 1. Couplets ein, diesmal in der Grundtonart. Das 1. Couplet entspricht weitgehend jenem der Exposition (vgl. T. 128) und führt direkt zur obligaten Solokadenz. Die letztmalige Wiederaufnahme des Anfangsritornells (T. 362–422), welches nun leicht verkürzt (ohne T. 9–16) erscheint, mündet in eine Coda (T. 422–435). Hier findet sich zunächst eine variierte Reminiszenz des bisher ausgesparten Überleitungsgedankens (vgl. T. 74ff) im Klavier, als ob Mozart augenzwinkernd sagen würde: „Und ihr dachtet, ich hätte dieses Thema vergessen?“, ehe der Satz kraftvoll im Tutti endet.

## Besetzung
Klavier solo, 1 Flöte, 2 Klarinetten (in B), 2 Fagotte, 2 Hörner (in Es), 2 Trompeten (in Es), Pauken (in Es und B) und Streicher: Violine (2), Bratsche, Violoncello, Kontrabass
Im 2. Satz schweigen die Trompeten und Pauken.

## Stellenwert im Gesamtwerk Mozarts
Das 22. Klavierkonzert KV 482 gehört, wie seine beiden Vorgänger KV 466 und KV 467, zu den sinfonischen Klavierkonzerten Mozarts. Gemeinsam mit den beiden nachfolgenden Konzerten KV 488 und KV 491 handelt es sich um die einzigen Klavierkonzerte, in denen der Komponist Klarinetten (anstelle der Oboen) einsetzt. Auch der übrige Orchesterpart ist groß angelegt und schreibt wie in den Konzerten KV 451 und KV 467 Trompeten und Pauken vor. Neu ist hingegen die prominentere Rolle der Hörner. Die vielfachen solistisch gesetzten dialogischen Bläserpartien verleihen dem Werk – neben den festlich aufspielenden Tutti – klangliche Leuchtkraft und Wärme. Die Neuerungen liegen also v. a. im Bereich der Instrumentation.
Der Mozartforscher Alfred Einstein betrachtete dieses Konzert hingegen als einen Rückschritt, da es in den Ecksätzen eine starke thematische Anlehnung an frühere Werke erfährt. So zitiert der Kopfsatz beinahe einige Stellen aus der zum Frühwerk Mozarts gehörenden 19. Sinfonie KV 132 und das Hauptthema erinnert an die 1. Sinfonie KV 16. Das Finale folgt äußerlich dem beliebten Muster der Jagdmusiken im schwungvollen 6/8-Takt (vgl. Hornkonzerte) und enthält, wie das frühe 9. Klavierkonzert KV 271, eine Unterbrechung der Rondoform durch ein eingeschobenes Menuett.